# Phil Rizzuto
Philip Francis Rizzuto (25 de setembro de 1917 - 13 de agosto de 2007), foi um jogador de beisebol que jogou toda a sua carreira no New York Yankees. Em 1994 foi eleito para o Hall da Fama do beisebol.
Após o seu tempo como atleta profissional, Rizzuto passou 40 anos narrando os jogos dos Yankees. Ele ficou muito conhecido pela expressão "Holy Cow!" que usava quando algo importante acontecia em um jogo.

## Estatísticas

### Números
- Aproveitamenton o bastão: 27,3%
- Rebatidas: 1 588
- Corridas impulsionadas: 563

### Prêmios
- 5× All-Star (1942, 1950, 1951, 1952, 1953)
- 7× Campeão da World Series (1941, 1947, 1949, 1950, 1951, 1952, 1953)
- MVP da temporada de 1950 da Major League Baseball
- Vencedor do Babe Ruth Award de 1951
- Camisa (#10) aposentada pelo New York Yankees